# Рибизла
Рибизла (лат. Ribes) је род бобичастог воћа, који садржи око 150 познатих врста. Има плод у облику грозда, расте на великом грму глатких грана. Бобице на грозду велике су као зрно грашка. Према боји плодова разликују се беле, црвене и црне врсте и сорте рибиза. Беле и црвене сорте имају киселкасто сладак, освежавајући укус, а црна рибизла је горког укуса.
Рибизла је богата витамином Ц, помаже у лечењу разних инфекција, бубрежних тегоба, поспешује рад црева и подстиче излучивање штетних материја из крви. Успева на местима која су изложена сунцу и доброј вентилацији, али неопходна јој је и влага. Достиже висину од једног до два метра, у зависности од квалитета земљишта и положаја станишта.

## Употреба у исхрани
Рибизла се може послужити као десерт. Црна рибизла послужује се посута шећером. Од рибизле се прави мармелада, џем, желе, сируп или врло тражени воћни сокови и чајеви, и то од црне и црвене рибизле. Рибизла се користи у посластичарству и у кулинарству као додатак воћним салатама. 
Познато је и вино од рибизле.

## Врсте
|  |  | - -{Ribes silvestre (Lam.) Mert. ll> |